# Tithorea hermina
Tithorea hermina är en fjärilsart som beskrevs av Richard Haensch 1903. Tithorea hermina ingår i släktet Tithorea och familjen praktfjärilar. Inga underarter finns listade i Catalogue of Life.